# Manchester United Football Club 2003-2004
Questa voce raccoglie le informazioni riguardanti il Manchester United Football Club nelle competizioni ufficiali della stagione 2003-2004.

## Rosa
| N. |                             | Ruolo | Calciatore           |
| -- | --------------------------- | ----- | -------------------- |
| 1  | Francia (bandiera)          | P     | Fabien Barthez       |
| 2  | Inghilterra (bandiera)      | D     | Gary Neville         |
| 3  | Inghilterra (bandiera)      | D     | Phil Neville         |
| 5  | Inghilterra (bandiera)      | D     | Rio Ferdinand        |
| 6  | Inghilterra (bandiera)      | D     | Wes Brown            |
| 7  | Portogallo (bandiera)       | A     | Cristiano Ronaldo    |
| 8  | Inghilterra (bandiera)      | C     | Nicky Butt           |
| 9  | Francia (bandiera)          | A     | Louis Saha           |
| 10 | Paesi Bassi (bandiera)      | A     | Ruud van Nistelrooy  |
| 11 | Galles (bandiera)           | C     | Ryan Giggs           |
| 12 | Francia (bandiera)          | A     | David Bellion        |
| 13 | Irlanda del Nord (bandiera) | P     | Roy Carroll          |
| 14 | Stati Uniti (bandiera)      | P     | Tim Howard           |
| 15 | Brasile (bandiera)          | C     | Kléberson            |
| 16 | Irlanda (bandiera)          | C     | Roy Keane (capitano) |
| 18 | Inghilterra (bandiera)      | C     | Paul Scholes         |

| N. |                        | Ruolo | Calciatore          |
| -- | ---------------------- | ----- | ------------------- |
| 19 | Camerun (bandiera)     | C     | Eric Djemba-Djemba  |
| 20 | Norvegia (bandiera)    | A     | Ole Gunnar Solskjær |
| 21 | Uruguay (bandiera)     | A     | Diego Forlán        |
| 22 | Irlanda (bandiera)     | D     | John O'Shea         |
| 23 | Inghilterra (bandiera) | C     | Kieran Richardson   |
| 24 | Scozia (bandiera)      | C     | Darren Fletcher     |
| 25 | Sudafrica (bandiera)   | C     | Quinton Fortune     |
| 26 | Inghilterra (bandiera) | D     | Danny Pugh          |
| 27 | Francia (bandiera)     | D     | Mikaël Silvestre    |
| 28 | Inghilterra (bandiera) | D     | Mark Lynch          |
| 30 | Inghilterra (bandiera) | P     | Luke Steele         |
| 32 | Inghilterra (bandiera) | A     | Eddie Johnson       |
| 33 | Inghilterra (bandiera) | A     | Chris Eagles        |
| 34 | Scozia (bandiera)      | D     | Phil Bardsley       |
| 36 | Galles (bandiera)      | A     | Daniel Nardiello    |
| 39 | Irlanda (bandiera)     | C     | Paul Tierney        |

## Maglie e divise
| Casa | Trasferta | Terza divisa |  |

## Calciomercato

### Sessione estiva
| Acquisti         | Acquisti           | Acquisti         | Acquisti                   |
| R.               | Nome               | da               | Modalità                   |
| ---------------- | ------------------ | ---------------- | -------------------------- |
| A                | Cristiano Ronaldo  | Sporting Lisbona | definitivo (19 milioni €)  |
| C                | Kléberson          | Athl. Paranaense | definitivo (8,6 milioni €) |
| C                | Eric Djemba-Djemba | Nantes           | definitivo (4,5 milioni €) |
| P                | Tim Howard         | N.Y. Red Bulls   | definitivo (3,2 milioni €) |
| A                | David Bellion      | Sunderland       | definitivo (3 milioni €)   |
| Altre operazioni |                    |                  |                            |
| R.               | Nome               | da               | Modalità                   |

| Cessioni         | Cessioni             | Cessioni         | Cessioni                    |
| R.               | Nome                 | a                | Modalità                    |
| ---------------- | -------------------- | ---------------- | --------------------------- |
| C                | David Beckham        | Real Madrid      | definitivo (37,5 milioni €) |
| C                | Juan Sebastián Verón | Chelsea          | definitivo (21,8 milioni €) |
| D                | Lee Roche            | Burnley          | gratuito                    |
| D                | Kirk Hilton          | Blackpool        | gratuito                    |
| A                | Danny Webber         | Watford          | gratuito                    |
| D                | David May            | Burnley          | gratuito                    |
| C                | Luke Chadwick        | Burnley          | prestito                    |
| D                | Alan Tate            | Swansea City     | prestito                    |
| C                | Bojan Djordjic       | Stella Rossa     | prestito                    |
| Altre operazioni |                      |                  |                             |
| R.               | Nome                 | da               | Modalità                    |
| D                | Danny Byrne          | Hartlepool Utd   | prestito                    |
| D                | Laurent Blanc        |                  | ritiro                      |
| C                | Souleymane Mamam     | Anversa          | prestito                    |
| C                | Neil Wood            | Peterborough Utd | prestito                    |

### Sessione invernale
| Acquisti         | Acquisti      | Acquisti     | Acquisti                    |
| R.               | Nome          | da           | Modalità                    |
| ---------------- | ------------- | ------------ | --------------------------- |
| A                | Louis Saha    | Fulham       | definitivo (17,5 milioni €) |
| A                | Fangzhuo Dong | Dalian Shide | definitivo (725 mila €)     |
| Altre operazioni |               |              |                             |
| R.               | Nome          | da           | Modalità                    |

| Cessioni         | Cessioni       | Cessioni            | Cessioni |
| R.               | Nome           | a                   | Modalità |
| ---------------- | -------------- | ------------------- | -------- |
| P                | Fabien Barthez | Olympique Marsiglia | prestito |
| D                | Alan Tate      | Swansea City        | gratuito |
| A                | Fangzhuo Dong  | Anversa             | prestito |
| Altre operazioni |                |                     |          |
| R.               | Nome           | da                  | Modalità |

## Risultati

### FA Première League

#### Girone di andata
| Arbitro: | Durkin |

|                                               |           |  |
| Giggs 35’, 73’ Scholes 77’ van Nistelrooy 86’ | Marcatori |  |

| Arbitro: | Rennie |

|             |           |                                |
| Shearer 26’ | Marcatori | 51’ van Nistelrooy 58’ Scholes |

| Arbitro: | Poll |

|            |           |  |
| O'Shea 10’ | Marcatori |  |

| Arbitro: | Halsey |

|             |           |  |
| Beattie 88’ | Marcatori |  |

| Arbitro: | Riley |

|  |           |                         |
|  | Marcatori | 62’, 81’ van Nistelrooy |

| Manchester 21 settembre 2003, ore 16:05 WEST 6ª giornata | Manchester Utd | 0 – 0 referto | Arsenal | Old Trafford (67 639 spett.)\| Arbitro: \| Bennett \| |
| Arbitro:                                                 | Bennett        |               |         |                                                       |

| Arbitro: | Poll |

|              |           |                                        |
| Sinclair 73’ | Marcatori | 15’ Keane 16’, 44’, 51’ van Nistelrooy |

| Arbitro: | Dean |

|                                                 |           |  |
| van Nistelrooy 35’ (rig.) Scholes 57’ Giggs 82’ | Marcatori |  |

| Arbitro: | Poll |

|  |           |           |
|  | Marcatori | 81’ Keane |

| Arbitro: | Riley |

|              |           |                                     |
| Forlán 45+2’ | Marcatori | 3’ Clark 66’ Malbranque 79’ Inamoto |

| Arbitro: | Barry |

|                                  |           |  |
| Forlán 37’ Ronaldo 80’ Keane 82’ | Marcatori |  |

| Arbitro: | Poll |

|            |           |                |
| Kewell 76’ | Marcatori | 59’, 70’ Giggs |

| Arbitro: | Halsey |

|                                  |           |             |
| van Nistelrooy 23’ Kléberson 37’ | Marcatori | 62’ Emerton |

| Arbitro: | Wiley |

|                    |           |  |
| Lampard 29’ (rig.) | Marcatori |  |

| Arbitro: | Dunn |

|                                           |           |  |
| van Nistelrooy 16’, 45’ Forlán 90’, 90+3’ | Marcatori |  |

| Arbitro: | Halsey |

|                                    |           |                     |
| Scholes 7’, 73’ van Nistelrooy 34’ | Marcatori | 52’ Wright-Phillips |

| Arbitro: | Styles |

|           |           |                               |
| Poyet 63’ | Marcatori | 15’ O'Shea 25’ van Nistelrooy |

| Arbitro: | Dean |

|                                   |           |                                       |
| Butt 8’ Kléberson 43’ Bellion 68’ | Marcatori | 13’ (aut.) G. Neville 90’ D. Ferguson |

| Arbitro: | Messias |

|  |           |                  |
|  | Marcatori | 14’ (aut.) Mills |

#### Girone di ritorno
| Arbitro: | Gallagher |

|                       |           |                                |
| G. Neville 88’ (aut.) | Marcatori | 24’ Scholes 39’ van Nistelrooy |

| Manchester 11 gennaio 2004, ore 16:05 WET 21ª giornata | Manchester Utd | 0 – 0 referto | Newcastle Utd | Old Trafford (67 622 spett.)\| Arbitro: \| Durkin \| |
| Arbitro:                                               | Durkin         |               |               |                                                      |

| Arbitro: | D'Urso |

|            |           |  |
| Miller 67’ | Marcatori |  |

| Arbitro: | Barber |

|                                         |           |                   |
| Saha 18’ Scholes 37’ van Nistelrooy 60’ | Marcatori | 38’, 53’ Phillips |

| Arbitro: | Barry |

|                                            |           |                                      |
| Unsworth 50’ O'Shea 65’ (aut.) Kilbane 75’ | Marcatori | 9’, 29’ Saha 24’, 89’ van Nistelrooy |

| Arbitro: | Durkin |

|                                |           |                                   |
| van Nistelrooy 45+2’ Giggs 63’ | Marcatori | 34’, 38’ Juninho Paulista 80’ Job |

| Arbitro: | Halsey |

|             |           |           |
| Scholes 64’ | Marcatori | 67’ Smith |

| Arbitro: | Wiley |

|               |           |          |
| Boa Morte 64’ | Marcatori | 14’ Saha |

| Arbitro: | Bennett |

|                                                         |           |             |
| Fowler 3’ Macken 32’ Sinclair 73’ Wright-Phillips 90+1’ | Marcatori | 35’ Scholes |

| Arbitro: | Gallagher |

|                                     |           |  |
| Giggs 29’ Ronaldo 89’ Bellion 90+3’ | Marcatori |  |

| Arbitro: | Poll |

|           |           |          |
| Henry 50’ | Marcatori | 86’ Saha |

| Arbitro: | Dunn |

|                         |           |  |
| Saha 28’ G. Neville 65’ | Marcatori |  |

| Arbitro: | Gallagher |

|              |           |                      |
| Grainger 39’ | Marcatori | 60’ Ronaldo 86’ Saha |

| Arbitro: | Halsey |

|                |           |  |
| G. Neville 56’ | Marcatori |  |

| Arbitro: | Barry |

|           |           |  |
| Stone 36’ | Marcatori |  |

| Arbitro: | Riley |

|  |           |                   |
|  | Marcatori | 62’ (rig.) Murphy |

| Arbitro: | Dean |

|               |           |  |
| Jon Stead 84’ | Marcatori |  |

| Arbitro: | Bennett |

|                    |           |              |
| van Nistelrooy 77’ | Marcatori | 19’ Grønkjær |

| Arbitro: | Styles |

|  |           |                               |
|  | Marcatori | 4’ Ronaldo 10’ van Nistelrooy |

### FA Cup

#### Terzo turno
| Arbitro: | Riley |

|           |           |                  |
| Barry 19’ | Marcatori | 64’, 68’ Scholes |

#### Quarto turno
| Arbitro: | Bennett |

|  |           |                                                |
|  | Marcatori | 34’ Silvestre 47’ (aut.) Hargreaves 68’ Forlán |

#### Quinto turno
| Arbitro: | Winter |

|                                                 |           |                       |
| Scholes 34’ van Nistelrooy 71’, 80’ Ronaldo 74’ | Marcatori | 78’ Tarnat 86’ Fowler |

#### Quarti di finale
| Arbitro: | Styles |

|                         |           |                       |
| van Nistelrooy 25’, 64’ | Marcatori | 23’ (rig.) Malbranque |

#### Semifinale
| Arbitro: | Barber |

|  |           |             |
|  | Marcatori | 32’ Scholes |

#### Finale
| Arbitro: | Winter |

|                                            |           |  |
| Ronaldo 44’ van Nistelrooy 65’ (rig.), 81’ | Marcatori |  |

### Football League Cup

#### Terzo turno
| Arbitro: | Durkin |

|                        |           |                                            |
| Roque Júnior 49’, 114’ | Marcatori | 78’ Bellion 108’ Forlán 117’ Djemba-Djemba |

#### Ottavi di finale
| Arbitro: | Winter |

|                   |           |  |
| Haas 6’ Dobie 56’ | Marcatori |  |

### Community Shield
| Arbitro: | Bennett |

|                                          |                      |                                                  |
| Henry 20’                                | Marcatori            | 15’ Silvestre                                    |
| Edu van Bronckhorst Wiltord Lauren Pirès | Tiri di rigore 3 – 4 | Scholes Ferdinand van Nistelrooy Solskjær Forlán |

### UEFA Champions League

#### Fase a gironi
| Arbitro: | Sars |

|                                                                   |           |  |
| Silvestre 13’ Fortune 14’ Solskjær 33’ Butt 40’ Djemba-Djemba 83’ | Marcatori |  |

| Arbitro: | Bolognino |

|                         |           |                    |
| Szabics 50’ Kuranyi 52’ | Marcatori | 67’ van Nistelrooy |

| Arbitro: | Frisk |

|  |           |               |
|  | Marcatori | 5’ P. Neville |

| Arbitro: | Collina |

|                                   |           |  |
| Forlán 6’ van Nistelrooy 43’, 60’ | Marcatori |  |

| Arbitro: | Wegereef |

|  |           |            |
|  | Marcatori | 85’ Forlán |

| Arbitro: | Poulat |

|                                |           |  |
| van Nistelrooy 45+2’ Giggs 58’ | Marcatori |  |

#### Fase a eliminazione diretta

##### Ottavi di finale
| Arbitro: | Fandel |

|                   |           |             |
| McCarthy 29’, 79’ | Marcatori | 14’ Fortune |

| Arbitro: | Ivanov |

|             |           |              |
| Scholes 32’ | Marcatori | 90’ Costinha |

## Statistiche

### Statistiche di squadra
| Competizione      | Punti     | In casa | In casa | In casa | In casa | In casa | In casa | In trasferta | In trasferta | In trasferta | In trasferta | In trasferta | In trasferta | Totale | Totale | Totale | Totale | Totale | Totale | DR  |
| Competizione      | Punti     | G       | V       | N       | P       | Gf      | Gs      | G            | V            | N            | P            | Gf           | Gs           | G      | V      | N      | P      | Gf     | Gs     | DR  |
| ----------------- | --------- | ------- | ------- | ------- | ------- | ------- | ------- | ------------ | ------------ | ------------ | ------------ | ------------ | ------------ | ------ | ------ | ------ | ------ | ------ | ------ | --- |
| FA Premier League | 75        | 19      | 12      | 4       | 3       | 37      | 15      | 19           | 11           | 2            | 6            | 27           | 20           | 38     | 23     | 6      | 9      | 64     | 35     | +29 |
| FA Cup            | vincitore | 3       | 3       | 0       | 0       | 9       | 3       | 3            | 3            | 0            | 0            | 6            | 1            | 6      | 6      | 0      | 0      | 15     | 4      | +11 |
| League Cup        | -         | 0       | 0       | 0       | 0       | 0       | 0       | 2            | 1            | 0            | 1            | 3            | 4            | 2      | 1      | 0      | 1      | 3      | 4      | -1  |
| Champions League  | 15        | 4       | 3       | 1       | 0       | 11      | 1       | 4            | 2            | 0            | 2            | 5            | 3            | 8      | 5      | 1      | 2      | 15     | 5      | +10 |
| Totale            | -         | 26      | 18      | 5       | 3       | 56      | 19      | 28           | 17           | 2            | 9            | 41           | 28           | 54     | 35     | 7      | 12     | 97     | 47     | +50 |

### Andamento in campionato
| Giornata  | 1 | 2 | 3 | 4 | 5 | 6 | 7 | 8 | 9 | 10 | 11 | 12 | 13 | 14 | 15 | 16 | 17 | 18 | 19 | 20 | 21 | 22 | 23 | 24 | 25 | 26 | 27 | 28 | 29 | 30 | 31 | 32 | 33 | 34 | 35 | 36 | 37 | 38 |
| --------- | - | - | - | - | - | - | - | - | - | -- | -- | -- | -- | -- | -- | -- | -- | -- | -- | -- | -- | -- | -- | -- | -- | -- | -- | -- | -- | -- | -- | -- | -- | -- | -- | -- | -- | -- |
| Luogo     | C | T | C | T | T | C | T | C | T | C  | C  | T  | C  | T  | C  | C  | T  | C  | T  | T  | C  | T  | C  | T  | C  | C  | T  | T  | C  | T  | C  | T  | C  | T  | C  | T  | C  | T  |
| Risultato | V | V | V | P | V | N | V | V | V | P  | V  | V  | V  | P  | V  | V  | V  | V  | V  | V  | N  | P  | V  | V  | P  | N  | N  | P  | V  | P  | V  | V  | P  | V  | P  | P  | N  | V  |
| Posizione | 2 | 3 | 2 | 2 | 2 | 3 | 3 | 2 | 2 | 3  | 3  | 3  | 3  | 3  | 3  | 2  | 1  | 1  | 1  | 1  | 1  | 2  | 2  | 2  | 2  | 2  | 3  | 3  | 3  | 3  | 3  | 3  | 3  | 3  | 3  | 3  | 3  | 3  |

Legenda:

Luogo: C = Casa; T = Trasferta. Risultato: V = Vittoria; N = Pareggio; P = Sconfitta.